# Municipio de East Holman
El municipio de East Holman (en inglés: East Holman Township) es un municipio ubicado en el condado de Osceola en el estado estadounidense de Iowa. En el año 2010 tenía una población de 1198 habitantes y una densidad poblacional de 12,9 personas por km².

## Geografía
El municipio de East Holman se encuentra ubicado en las coordenadas 43°23′21″N 95°40′57″O / 43.38917, -95.68250. Según la Oficina del Censo de los Estados Unidos, el municipio tiene una superficie total de 92.87 km², de la cual 92,87 km² corresponden a tierra firme y (0 %) 0 km² es agua.

## Demografía
Según el censo de 2010, había 1198 personas residiendo en el municipio de East Holman. La densidad de población era de 12,9 hab./km². De los 1198 habitantes, el municipio de East Holman estaba compuesto por el 98,08 % blancos, el 0,17 % eran afroamericanos, el 0,25 % eran amerindios, el 0,17 % eran asiáticos, el 1,09 % eran de otras razas y el 0,25 % eran de una mezcla de razas. Del total de la población el 4,76 % eran hispanos o latinos de cualquier raza.